# Nominativus cum infinitivo
Der nominativus cum infinitivo (lateinisch für Nominativ mit Infinitiv, auch NcI) ist eine syntaktische Erscheinung der lateinischen Sprache mit gewissen Ähnlichkeiten zum AcI. Treten Verben wie zum Beispiel dicere, videre, putare, tradere und iubere im Passiv in Verbindung mit einem oder mehreren Verben im Infinitiv auf, so handelt es sich um einen NcI. Dabei ist die Nominalphrase im Nominativ das Subjekt des ganzen Satzes (Matrixsatzes); das Verb kongruiert daher mit ihm in Person und Numerus. Das Subjekt des eingebetteten Satzes ist mit dem des Matrixsatzes koreferent, wird aber nicht ausgedrückt.
Eine analoge Konstruktion findet sich im Englischen sowie im Altgriechischen.

## Beispiele

### Latein
- Caesar in Gallia vicisse dicitur. / Romani in Gallia vicisse dicuntur.
  - „Es wird gesagt, Cäsar habe / die Römer hätten in Gallien gesiegt.“ (wörtlich)
  - „Man sagt, Cäsar habe / die Römer hätten in Gallien gesiegt.“ oder
  - „Cäsar soll / die Römer sollen in Gallien gesiegt haben.“

Das Subjekt des Matrixsatzes ist Caesar (im Nominativ), und das Verb dicitur kongruiert damit (3. Person Singular). Der eingebettete Satz ist zugrunde liegend Caesar in Gallia vicit mit demselben Subjekt Caesar. Dieses wird jedoch bei der Einbettung getilgt, und das Verb tritt im Infinitiv Perfekt vicisse (ohne Kennzeichnung von Person und Numerus) auf.
Der NcI findet sich besonders bei folgenden Verben:
- dicor: „man sagt, dass ich“ oder „ich soll“
- existimor: „man glaubt, dass ich“
- putor: „man glaubt, dass ich“
- iubeor: „man befiehlt mir“
- videor: „ich scheine“
- habeor: „ich werde für … gehalten“ oder „man hält mich für …“

Meist stehen die einen NcI einleitenden Verben in der 3. Person Passiv, z. B.:
- dicitur: „man überliefert, dass er/sie“ oder „es wird überliefert“ (wörtlich)
- putatur: „man glaubt, dass er/sie“ oder „es wird geglaubt“ (wörtlich)
- videtur: „er/sie/es scheint“
- traditur: „man überliefert, dass er/sie“ oder „es wird überliefert“ (wörtlich)

Diese Konstruktion findet sich auch im Altgriechischen.

### Altgriechisch
- ἀλήθεια ἐν οἴνῳ εἶναι λέγεται. (Siehe auch Ἐν οἴνῳ ἀλήθεια.)
  - „Es wird gesagt, dass im Wein Wahrheit liege.“ oder
  - „Man sagt, dass im Wein Wahrheit liege.“ oder
  - „Im Wein soll Wahrheit liegen.“

### Englisch
- Caesar is said / the Romans are said to have won in Gaul.
  - Übersetzungsmöglichkeiten wie für das lateinische Beispiel